# Осторожно, заложник!
«Осторожно, заложник!» или «Рефери» (англ. The Ref) — американская детективная кинокомедия.

## Сюжет
У Кэролайн и Ллойда не всё так ладно в браке, и в преддверии Рождества они заняты ссорами. В их дом врывается вор Гас и берёт супругов в заложники. Но вскоре к ним присоединяется сын Шассеров Джесси, которого тоже приходится взять в заложники. А когда к Шассерам приходят гости, Гас чувствует, что заложников становится слишком много. Но Кэролайн и Ллойд не обращают внимания на Гаса и продолжают спорить, и вору ничего не остаётся, как пытаться помирить их.

## В ролях
- Денис Лири — Гас
- Джуди Дэвис — Кэролайн Шассер
- Кевин Спейси — Ллойд Шассер
- Роберт Дж. Стайнмиллер-младший — Джесси Шассер
- Глинис Джонс — Роуз Шассер
- Рэймонд Дж. Бэрри — лейтенант Хафф
- Ричард Брайт — Мюррей
- Кристин Барански — Конни Шассер
- Адам ЛеФевр — Гэри Шассер
- Дж. К. Симонс – Сискел

## Награды
- 1995 — общество любителей независимого кино «Chlotrudis» — Лучшая актриса — Джуди Дэвис